# Alto Maestrazgo
El Alto Maestrazgo (en valenciano y oficialmente, l'Alt Maestrat) es una comarca de la Comunidad Valenciana (España) situada en la provincia de Castellón. Su capital, como centro administrativo, es el municipio de Albocácer.

## Geografía
La comarca limita al norte con la comarca de Los Puertos de Morella, al oeste con la provincia de Teruel, al sur con la comarca del Alcalatén y al este con el Bajo Maestrazgo y la Plana Alta.
Se trata de una comarca cuyo relieve es bastante abrupto y cuyo punto más alto lo encontramos en el Peñagolosa (1813 m s. n. m.). De temperaturas frías en invierno, presenta una vegetación de pinares, carrascas, robles y sotobosques mediterráneos.
| Municipio                 | Nombre oficial          | Población (2023) | Superficie | Densidad |
| ------------------------- | ----------------------- | ---------------- | ---------- | -------- |
| Adzaneta                  | Atzeneta del Maestrat   | 1319             | 71,16      | 18,32    |
| Albocácer                 | Albocàsser              | 1302             | 82,29      | 14,91    |
| Benasal                   | Benassal                | 1026             | 79,60      | 13,35    |
| Catí                      | Catí                    | 724              | 102,30     | 6,98     |
| Culla                     | Culla                   | 480              | 116,30     | 4,14     |
| Tírig                     | Tírig                   | 430              | 42,30      | 9,93     |
| Vistabella del Maestrazgo | Vistabella del Maestrat | 369              | 151        | 2,20     |
| Ares del Maestre          | Ares del Maestrat       | 174              | 118,70     | 1,55     |
| Torre de Embesora         | la Torre d’en Besora    | 164              | 11,87      | 14,07    |
| Villar de Canes           | Vilar de Canes          | 159              | 15,90      | 10,63    |
| Benafigos                 | Benafigos               | 135              | 35,60      | 3,88     |
| Sarratella                | La Serratella           | 110              | 18,80      | 5,05     |
| Total                     |                         | 6392             | 845,82     | 7,44     |

## Lengua
El Alto Maestrazgo está situado dentro del ámbito lingüístico valenciano-parlante, 

## Economía
Las principales fuentes de riqueza son la agricultura de secano (cereales, uva y olivo) y la ganadería ovina y bovina. La comarca tiene poca industria. Por otra parte, el turismo presenta una importancia creciente. Benasal es una de sus poblaciones, famosa por el balneario de la Fuente de En-Segures, mientras que Albocácer, la capital comarcal, es un centro agrícola de cultivos variados.

## Delimitaciones históricas

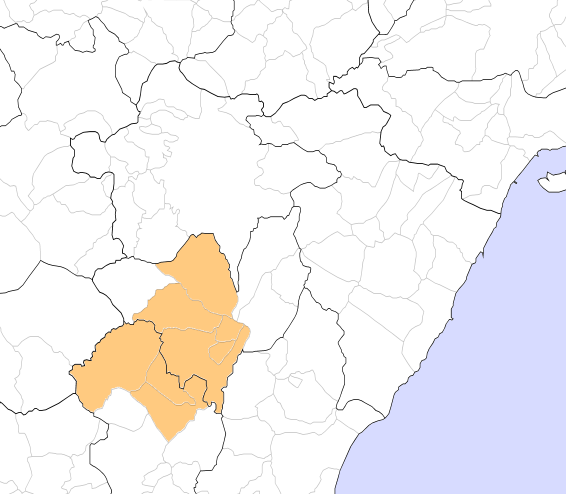
Localización de la comarca natural del Alto Maestrazgo según el estudio de comarcalización de Emili Beüt.

Históricamente formaban parte de esta comarca los municipios de Adzaneta, Benafigos y Vistabella del Maestrazgo. Esta antigua delimitación aparece en el mapa de comarcas de Emili Beüt Comarques naturals del Regne de València publicado en 1934. Por su parte, el municipio de Villafranca del Cid siempre había formado parte tradicionalmente de la comarca de Los Puertos de Morella, pero la delimitación comarcal de la Generalidad Valenciana de 1987, la (DHT-Demarcaciones territoriales homologadas), ubicó los tres primeros municipios en la comarca de Alcalatén y a Villafranca en la comarca del Alto Maestrazgo. Esta situación cambió en el año 2023, cuando Adzaneta, Vistabella y Benafigos volvieron a incorporarse a la comarca del Alto Maestrazgo y Villafranca fue ubicada en Los Puertos. Además, el municipio de Sarratella fue incorporado a esta comarca por motivos sociopolíticos.